# Vladimir Hrovat
Vladimir Hrovat, slovenski violinist, multi-inštrumentalist, koncertni ustni harmonikar in skladatelj, * 20. januar 1947, Zagreb.

## Življenjepis
Na Akademiji za glasbo v Ljubljani je končal študij violine leta 1971. Za recital med podiplomskim študijem je tamkaj prejel tudi Prešernovo nagrado.
Hrovat je tudi kot izvajalec posebno dragocen slovenskim orkestrom, saj je odličen izvajalec na ustno harmoniko in mnoga nekonvencionalna brenkala, ki se občasno pojavljajo v simfonični literaturi. Kot violinist je bil član Simfoničnega orkestra RTV Slovenija. 
Po prenehanju igranja v orkestru je njegova dejavnost poleg skladateljevanja usmerjena predvsem k promoviranju kakovostnega igranja na ustno harmoniko. Kot slovenski koncertni ustni harmonikar številka ena je tudi v svetovnem merilu eden najkakovostnejših izvajalcev klasične glasbe na tem inštrumentu in ob širokem glasbenem obzorju njegova šola ponuja vsekakor tudi najbolj kompetentno učenje resnega obvladovanja igranja na to malo ti. "žepno glasbilo". Kot skladatelj je tudi avtor glasbene literature za ustno harmoniko in orkester. 
Njegovo skladateljsko ustvarjanje zajema široko paleto raznolike, predvsem ti. resne klasične glasbe za različna glasbila solo in v različnih komornih zasedbah, za različne vokalne in vokalno-inštrumentalne ter za različne orkestrske zasedbe (simfonične, pihalne, tamburaške orkestre). Na področju skladateljevanja se je nabralo tudi kar nekaj domačih in mednarodnih nagrad.  